# Social science fiction
Social science fiction (av social science + science fiction) är en science fiction-delgenre som starkt skildrar politiken och samhällsutvecklingen, och hur tekniken och vetenskapen påverkar människan. Begreppet förknippas framför allt med Isaac Asimov.

### Fotnoter
1. ↑  Charlie Jane Anders (27 augusti 2010). ”How many Definitions of Science Fiction are there?” (på engelska). We Come from the Future. http://io9.com/5622186/how-many-defintions-of-science-fiction-are-there. Läst 8 maj 2015.
2. ↑  ”Asimov's Three Kinds of Science Fiction” (på engelska). TV Tropes. http://tvtropes.org/pmwiki/pmwiki.php/Main/AsimovsThreeKindsOfScienceFiction. Läst 8 maj 2015.